# Nabab de Bengala

Situació de l'actual Bengala (Bangladesh i Bengala Oriental.)

Els Nababs de Bengala eren els Nazims o Subahdars (governadors provincials) hereditaris del Subah (província) de Bengala durant l'era de l'imperi Mogol i governadors de-facto de la província.

## Història
De 1717 a 1880, de forma consecutiva, tres dinasties islàmiques – els Nasiri, els Afshar i els Najafi – van governar Bengala:
La primera dinastia, els Nasiri, van governar de 1717 fins a 1749. El fundador dels Nasiri, Murshid Quli Jafar Khan, va ser venut com esclau ben jove i comprat per un Haji Shafi Isfahani, un comerciant persa d'Esfahan, que el va convertir a l'islam. Va entrar al servei de l'emperador Aurangzeb i va anar ascendint a través de la jerarquia fins a esdevenir Nazim de Bengala el 1717, un càrrec que va mantenir fins a la seva mort el 1727. El van succeir el seu net i el seu gendre fins que el seu net va ser mot en batalla i succeït per Alivardi Khan de la dinastia Afshar el 1740.
La segona dinastia, els Afshar, van governar de 1740 to 1757. Van ser succeïts per la tercera i última dinastia que va governar Bengala, els Najafi, després que Siraj ud-Daulah, l'últim dels governants Afshar fos vençut a la batalla de Plassey el 1757.
La dinastia Najafi de Bengala que era sàyyid i, per tant, descendent del Profeta Mahoma per mitjà de l'Imam Al-Hàssan ibn Alí, va governar entre 1757 i 1880.

### Sota el domini mogol
El Subah de Bengala era una de les parts més riques de l'imperi Mogol. Quan l'imperi Mogol va començar el seu declivi, els nababs van augmentar el seu poder, malgrat que formalment estaven subordinats a l'imperi. Van exercir un gran poder per dret propi, i van governar el Subah com governants independents a efectes pràctics.

### Sota el domini britànic
Després que el Nabab Siraj ud-Daulah (l'últim governant independent de Bengala) fos derrotat per les forces britàniques de Lord Clive a la batalla de Plassey el 1757, els Nababs es van convertir en governants poc influents dependents dels britànics. El Nabab que va substituir Siraj ud-Daulah va ser Mir Jafar. Va ser conduït personalment fins al tron per Robert Clive després del triomf britànic a la batalla. Va intentar breument reafirmar el seu poder aliant-se amb els holandesos, però el seu pla va acabar fracassant a la batalla de Chinsurah. Després de la concessió de l'emperador mogol Shah Alam II a la Companyia Britànica de les Índies Orientals de les Diwani de Bengala, Bihar i Orissa el 1765 i el nomenament de Hastings com a primer Governador General de Bengala el 1771, els Nababs van ser privats de tot poder real i, finalment, el 1793, quan el nizamat (govern) també els va ser tret, es van quedar merament com pensionistes de la Companyia Britànica de les Índies Orientals. El 1880, Mansur Ali Khan, l'últim Nabab de Bengala, va ser forçat a renunciar al seu títol. El seu fill, el Nabab Sayyid Hassan Ali Mirza Khan Bahadur, que el va succeir, va rebre el títol menor de Nabab de Murshidabad de mans dels britànics. Els seus descendents van mantenir el títol fins al 1969 quan l'últim Nabab de la dinastia va morir; des d'aleshores el títol es troba en disputa.

## Els Nababs de Bengala (1717-1880)
Nasiri (1717-1740)

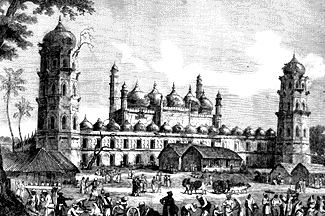
Murshidabad, la capital dels Nababs de Bengala a principis del

- Murshid Quli Jafar Khan (1717-1727)
- Shuja-ud-Din Muhammad Khan (1727-1739)
- Sarfaraz Khan (1739-1740)

Afshar (1740-1757)
- Alivardi Khan (1740-1756)
- Siraj ud-Daulah (1756-1757)

Najafi (1757-1880)
- Mir Jafar (1757-1760)
- Mir Qasim (1760-1763)
- Mir Jafar (1763-1765)
- Najimuddin Ali Khan (1765-1766)
- Najabut Ali Khan (1766-1770)
- Ashraf Ali Khan (1770-1770)
- Mubaraq Ali Khan (1770-1793)
- Baber Ali Khan (1793-1810)
- Zainul Abedin Ali Khan (1810-1821)
- Ahmad Ali Khan (1821-1824)
- Mubarak Ali Khan II (1824-1838)
- Mansur Ali Khan (1838-1880 any de la renúncia)

## Nababs de Murshidabad (Najafi) 1880-1969
- Hassan Ali Mirza Khan Bahadur (1880-1906)
- Wasif Ali Mirza Khan (1906-1959)
- Waris Ali Mirza Khan Bahadur (1959-1969)

### Biografies
Nawab Nazim Mutizum-ul-Mulk Muhsinuddaula Feradun Jah Syed Mansur Ali Khan Bahadur Nasirat Jang (1830-1884) va pujar al tron el 1838 i fou declarat major d'edat el 1853. Va viure la major part del temps a Anglaterra i es va casar amb una princesa de Bengala, tenint també dues dones angleses i dues concubines, a més d'altres relacions informals. Va tenir uns cent fills. Va retornar a Bengala i va abdicar el poder el 1880 en el seu fill i va rebre el títol menor de nawab bahadur de Murshidabad. El va succeir el seu fill Ihtisham-ul-Mulk Raisuddaula Amir-ul-Umara Nawab Sir Syed Hassan Ali Khan Bahadur Mahabat Jang (1846-1906) que el 1882 va ser reconegut com a nawab bahadur de Murshidabad per sanad i fou fet cavaller comandant de l'orde de l'Imperi Indi el 1887 i cavaller de l'Imperi de l'Índia el 1888. A la seva mort el va succeir Ihtishamul-Mulk Raisuddaula Amir-ul-Omrah Nawab Asif Quadar Sir Syed Wasif Ali Mirza Khan Bahadur Mahabat Jang (1875-1959) que fou cavaller comandant de l'orde l'Imperi indi el 1910 i cavaller de l'Orde la Reina Victòria el 1912; fou membre diverses vegades de l'assemblea legislativa de Bengala i va intentar formar una Associació Unida hindú musulmana de Bengala que va fracassar després de 1943; va administrar molt bé les seves terres i va destacar en la caritat pública; fou també un poeta i un esportista notable. Les seves terres van passar a l'estat indi el 1955. En el títol el va succeir a la seva mort el seu fill Ihtishamul-Mulk Raisuddaula Amir-ul-Omrah Nawab Bahadur Syed Waris Ali Mirza (1901-1969) mort sense deixar fills mascles.